# Incast
In Internet, un indirizzo di tipo incast è un indirizzo IP che può corrispondere a più di un host sulla rete. La differenza principale dall'instradamento esclusivamente di tipo anycast consiste nel fatto che il pacchetto viene consegnato ad un indirizzo anycast, in un gruppo di indirizzi programmato, tipicamente in senso continentale.
Altre modalità di indirizzamento sono l'unicast, il broadcast e il multicast.

## La programmazione dei NameServers
La programmazione degli anycast attraverso la tecnica incast viene utilizzata come preselezionatore di risolutori DNS allo scopo di favorire le aree più vicine e/o escludere zone non ritenute affidabili tra servizi DNS autoritativi.